# Sarimatondang
Sarimatondang is een bestuurslaag in het regentschap Simalungun van de provincie Noord-Sumatra, Indonesië. Sarimatondang telt 4443 inwoners (volkstelling 2010).